# آروون هورتون
آروون هورتون (بالإنجليزية: Aaron Horton)‏ (19 مايو 1992 في الولايات المتحدة - ) هو لاعب كرة قدم أمريكي في مركز الهجوم. شارك مع منتخب الولايات المتحدة تحت 17 سنة لكرة القدم. أما مع النوادي، فقد لعب مع كولومبوس كرو ونادي ساراييفو وDayton Dutch Lions ‏ ونادي سانت لويس وOrange County SC ‏.

## روابط خارجية
- آروون هورتون على موقع الدوري الأمريكي (الإنجليزية)
- آروون هورتون على موقع قاعدة بيانات كرة القدم.إي يو (الإنجليزية)